# Saint-Projet-de-Salers
Saint-Projet-de-Salers – miejscowość i gmina we Francji, w regionie Owernia-Rodan-Alpy, w departamencie Cantal.
Według danych na rok 1990 gminę zamieszkiwało 157 osób, a gęstość zaludnienia wynosiła 4 osoby/km² (wśród 1310 gmin Owernii Saint-Projet-de-Salers plasuje się na 690. miejscu pod względem liczby ludności, natomiast pod względem powierzchni na miejscu 97.).